# نیو گولد
نیو گولد (انگلیسی: New Gold) شرکت معدن کانادایی است، که در سال ۱۹۸۰ تأسیس شد.